# Mood (Tiensuu)
Mood, Stereophonic music for orchestra is een compositie van de Fin Jukka Tiensuu.
Ook bij dit eendelig werk is het raden wat de componist wilde uitbeelden of zeggen; hij liet geen enkele mededeling achter, noch een programmatekstje. De compact disc waar het op staat laat een kleine hint zien; ze heet Moods and Minds. Mind is het pianoconcert van Tiensuu, Moods is een werk voor het gehele orkest. Het is geschreven op verzoek van YLE, de Finse omroep, voor haar orkest. Het Fins Radiosymfonieorkest gaf op 26 januari 2000 de eerste uitvoering onder leiding van Jukka-Pekka Saraste.

## Orkestratie
- 2 dwarsfluiten, 1 hobo (instrument), 2 klarinetten, 2 fagotten
- 4 hoorns, 1 trompetten, 1 trombones, 1 tuba
- geen pauken en/of percussie
- 7 eerste violen, 7 tweede violen, 0 altviolen, 5 celli en 4 contrabassen (minimaal 3-3-0-2-2).

## Sfeer
Het werk van 9 minuten begint in het hoge hout, die een melodie probeert op de bouwen. Door accenten, al dan niet syncopisch wordt ze steeds onderbroken. Doch ook de “tegenpartij” in het geheel komt niet aan een verhaal, lees melodie, toe. Indien Mood staat voor “stemming” (zekerheid geeft de componist niet), dan volgen de stemmingsverschuivingen elkaar rap in tempo op, zonder dat de basis, maatslag echt wijzigt; je kunt het gehele stuk in een en hetzelfde tempo meetellen. Het stuk eindigt zoals het begon, met twijfelachtige muziek is de strijd gestreden. Het komt hakkelend tot een eind, dat dat op een slotnoot is lijkt puur toeval.

## Discografie
- Uitgave Alba Records Oy : Susanna Mälkki met het Tampere Philharmonisch Orkest; een opname uit 2005.